# Янбеков Арслан Асгатович
Арслан Асгатович Янбеков (башк. Арыҫлан Әсғәт улы Йәнбәков; 1980—2011) — башкирський актор, співак, режисер, телеведучий.

## Біографія
Народився 3 серпня 1980 року в місті Сібай Башкирської АРСР в сім'ї актора Асгата Кутлуєвича Янбекова.
Після закінчення Уфимського інституту мистецтв працював у Сібайскому башкирському державному театрі драми імені Арслана Мубарякова.
З 2004 по 2011 роки був актором і режисером Башкирського академічного театру драми імені М. Гафурі. Працював телеведучим програми «Башкири» на Башкирському супутниковому телебаченні.
У 2011 році закінчив Театральний інститут імені Бориса Щукіна.
У тому ж році знайдений повішеним на лінії ЛЕП неподалік від свого будинку, що будується в селищі Нагаєво міста Уфи. Похований на кладовищі міста Сібай.

### Творча діяльність
Акторська робота:
- в ролі батька у фільмі «Козуля» («Ҡоралай», реж. Р. Фатхієв);
- Юлдыкай в драмі А. Ідельбаєва «Останній з роду гайна» («Һуңғы гәйнә», реж. І. Гіляжев);
- Айбагиш в драмі І. Юмагулова «Сэсэны» («Сәсәндәр», реж. А. Юмагулов);
- Басир в комедії Б. Бікбая «Сваха» («Ҡоҙаса», реж. А. Абушахманов) та інші[2].

Режисерська робота:
- комедія «Відкрийте, міліція!» (за п'єсою Н. Гаїтбаєва);
- комедія «Сховай коханця у шафі» (за п'єсою Н. Гаїтбаєва);
- лірична комедія «Хиялий» — «Незвичайна історія в звичайному селі» (за п'єсою С. Абузарова)
- комедія «Гіпнотизер, або Детектор брехні» (п'єса В. Сігарєва)[3];
- драма «Хазіна» (за п'єсою С. Абузарова) — не була закінчена.

Пісенний репертуар: «Дівчата ввечері вишивають» («Кис ултырып ҡыҙҙар сигеү сигә»), «Янтар» («Гәрәбә»), «Грай ти моя гармонь» («Гармуным, уйна һин»), «Сакмарская красуня» («Һаҡмар һылыуы»), «Козуля» («Ҡоралай») та інші.

## Нагороди
- Лауреат пісенного конкурсу «Ирендык мондары» (2002)

## Пам'ять
У його честь телеканал «Курай» випустив CD диск під назвою «Хазина».